# Фотокросс
Фотокросс — соревнование фотографов, гонка с тематическими и временными рамками. Он стоит где-то посередине между спортом и фотоконкурсом, сочетая в себе оценку скорости, креативности и зачастую ориентирования на местности.

## Идея
Фотокросс — это не просто фотоконкурс. Организаторы предлагают всем желающим заняться художественной фотографией со спортивным азартом: нужно сделать несколько снимков по определенным заданиям за ограниченное время. Лучшие кадры попадают на выставку. «Ты снимаешь все — мы выставляем лучшее!» — говорят на фотокроссе. Самые талантливые и активные участники получают призы на церемонии награждения победителей, которая проходит после каждого фотокросса. Для определения победителей учитываются художественность; оригинальность; скорость; соответствие заданию.

## Как проходит фотокросс
В фотокроссе могут участвовать как профессионалы, так и любители, как одиночки, так и команды. Дата и место фотокросса объявляются заранее — обычно через официальный сайт фотокросса или сайты сообществ. Команды и отдельные фотографы по возможности регистрируются до дня проведения фотокросса, но это не является обязательным — не сумевшие зарегистрироваться заранее могут сделать это прямо перед стартом. Участие обычно платное.
В определённое время участники фотокросса собираются в точке старта, регистрируются и получают задания. Задания представлены словом или фразой — темой, на которую должна быть снята фотография. (например, «Вода», «Вкус. Запах. Звук.», «Почему?», «Даже миллионы могут ошибаться» и т. п.). За отведённое время после старта команды должны сделать хотя бы по одной фотографии на каждую из заданных тем и прийти в точку финиша (в качестве финиша часто используется какая-нибудь фотолаборатория, где можно проявить и напечатать отснятое). Обычно допускается минимальная обработка цифровых фотографий — примерно в тех же операциях, что и у профессиональных фотоаппаратов.
Результаты оцениваются по креативности фотографий и скорости прохождения кросса. Качество фотографий в принципе не имеет значения, что регулярно подчёркивается организаторами, но обычно является также немаловажным моментом. Команды, не уложившиеся в срок, получают штрафные баллы.
Фотографии оцениваются по четырём основным категориям — оригинальности, художественности, скорости создания и соответствию заданию. Жюри обычно в равной степени состоит из кроссеров, организаторов, а также профессиональных фотожурналистов и фотографов.

## История фотокросса
Фотокросс проводился ещё в 1989 году в Копенгагене.
В России первый кросс был проведён 14 марта 2004 г. в Москве. Очень быстро фотокросс стал массовым ежемесячным мероприятием, с общим числом участников около 5000 человек.

## Разновидности фотокросса
Фотокроссы иногда очень сильно отличаются по общей тематике, особенностям, правилам. Наиболее распространен вид фотокросса «WALK», когда участники получают комплект заданий на регистрационном пункте и сразу отправляются фотографировать. В разное время также проходили такие разновидности кроссов, как «Заданное направление» («QUEST»), где надо было отмечаться на контрольных точках, при этом отгадывая загадки, «фотокросс Mobile», где все снимки должны были быть сделаны камерой мобильного телефона, «спонтанный фотокросс», организованный за два дня, и другие.

## География
К 2007 году идею фотокросса стало поддерживать более 30 городов России и СНГ. Игра интересует людей в совершенно разных уголках РФ и европейского пространства. Уже было проведено несколько фотокроссов в Шамони, Франция. Горнолыжный курорт собирал фотокроссеров как зимой, так и летом.